# Gnathia jimmybuffetti
Gnathia jimmybuffetti (лат.) — вид равноногих ракообразных из семейства Gnathiidae (подотряд Cymothoida). Обитает в районе коралловых островов архипелага Флорида-Кис (Флорида, США). Он был описан группой исследователей из Университета Майами и Северо-Западного университета в 2023 году. Это первый новый вид Gnathiidae, обнаруженный во Флориде за последние 100 лет.

## Описание
Длина Gnathia jimmybuffetti составляет около трех миллиметров. Самцы нового вида отличаются от других видов, обитающих в тропической северо-западной части Атлантического океана, слабо выраженным лобным краем, отсутствием медиального лобного отростка, единственным, сильным, коническим верхним лобным отростком с 2 парами длинных простых волосков и округлым нижним лобным отростком, слабой дистально изогнутой мандибулой со слабовыпуклой зубчатой лопастью.

## Этимология
Таксон был впервые описан в 2023 году и назван в честь музыканта стиля кантри-рок Джимми Баффетта (1946—2023), проживавшего в районе Флорида-Кис (и умершего спустя два месяця после публикации открытия нового вида), около которых и был найден неординарный вид. Ранее другие представители того же подотряда Cymothoida были названы в честь музыкантов (Cirolana mercuryi, Gnathia marleyi).